# Турнір пам'яті Валерія Лобановського 2013
Турнір пам'яті Валерія Лобановського 2013 — одинадцятий офіційний турнір пам'яті Валерія Лобановського, що проходив у Києві з 4 по 5 червня 2013 року. На турнірі взяли участь чотири молодіжні збірні віком до 21 року. Переможцем стала збірна Австрії, яка у фіналі здолала господарів турніру українців.

## Учасники
У турнірі взяли участь чотири збірні:
- Україна (U-21) (господарі)
- Австрія (U-21)
- Чехія (U-21)
- Словенія (U-21)

## Регламент
Кожна з команд стартувала з півфіналу, переможці яких виходили до фіналу, а клуби, що програли зіграли матч за 3-тє місце.

## Матчі

### Півфінали
| 4 червня 2013 17:00 |

| Чехія (U-21) | 0:3      | Австрія (U-21)                                     |
| ------------ | -------- | -------------------------------------------------- |
|              | Протокол | Тоні Вастич 23' Томас Песінгер 42' Роберт Жуль 70' |

| «НТК ім. Баннікова» (Київ) |

| 4 червня 2013 18:30 |

| Україна (U-21)                       | 2:1      | Словенія (U-21)      |
| ------------------------------------ | -------- | -------------------- |
| Леонід Акулінін 3' Сергій Болбат 72' | Протокол | Елвіс Братанович 52' |

| "Оболонь-Арена" (Київ) |

### Матч за 3-тє місце
| 5 червня 2013 18:30 |

| Чехія (U-21)   | 1:0      | Словенія (U-21) |
| -------------- | -------- | --------------- |
| Якуб Плшек 28' | Протокол |                 |

| «НТК ім. Баннікова» (Київ) |

### Фінал
| 5 червня 2013 18:30 |

| Україна (U-21) | 0:1      | Австрія (U-21)  |
| -------------- | -------- | --------------- |
|                | Протокол | Тоні Вастич 80' |

| «Динамо» ім. В. Лобановського (Київ) |

## Переможець
| Володар Кубка Лобановського |
| --------------------------- |
| Австрія (U-21) 1-й титул    |